# Maurizio Bormolini
Maurizio Bormolini (* 24. Februar 1994 in Tirano) ist ein italienischer Snowboarder. Er startet in den Paralleldisziplinen.

## Werdegang
Bormolini gewann beim Europäischen Olympischen Winter-Jugendfestival 2011 in Rejdice die Silbermedaille im Snowboardcross. Sein Debüt im Snowboard-Weltcup hatte er im Dezember 2011 in Carezza, welches er auf dem 34. Platz im Parallelslalom beendete. Bei den Snowboard-Juniorenweltmeisterschaften 2014 in Chiesa in Valmalenco holte er die Silbermedaille im Parallelslalom und errang zudem im Parallel-Riesenslalom den fünften Platz. Nach Platz 32 in Carezza zu Beginn der Saison 2015/16, erreichte er in Cortina d’Ampezzo mit dem vierten Platz im Parallelslalom seine erste Top-Zehn-Platzierung im Weltcup. Beim folgenden Weltcup in Bad Gastein kam er auf den zweiten Platz im Parallelslalom. Zum Saisonende errang er den 13. Platz im Parallel-Weltcup und den achten Platz im Parallelslalom-Weltcup. Im April 2016 wurde er italienischer Meister im Parallelslalom. In der Saison 2016/17 erreichte er mit fünf Top-Zehn-Platzierungen den 15. Platz im Parallel-Weltcup und den sechsten Rang im Parallel-Riesenslalom-Weltcup. Beim Saisonhöhepunkt den Snowboard-Weltmeisterschaften 2017 in Sierra Nevada belegte er den 13. Platz im Parallel-Riesenslalom. In der folgenden Saison kam er auf den 19. Platz im Parallel-Weltcup und auf den vierten Rang im Parallelslalom-Weltcup. Dabei errang er in Bad Gastein den dritten Platz im Parallelslalom. In der Saison 2019/20 wurde er in Bannoye Dritter und in Bad Gastein Zweiter im Parallelslalom und errang damit den 11. Platz im Parallelweltcup und den fünften Platz im Parallelslalom-Weltcup. In der folgenden Saison wurde er italienischer Meister im Parallel-Riesenslalom und errang bei den Snowboard-Weltmeisterschaften 2021 in Rogla den 11. Platz im Parallelslalom.
Bormolini nahm bisher an 73 Weltcups teil und kam dabei 20-mal unter den ersten Zehn. Seit 2009 startete er ebenfalls im Europacup. Dabei holte er bisher 13 Siege und belegte in der Saison 2014/15 den ersten und in der Saison 2016/17 den zweiten Platz in der Parallelwertung (Stand:Saisonende 2021/22).

## Weltcupsiege und Weltcup-Gesamtplatzierungen

### Weltcupsiege
| Nr. | Datum             | Ort         | Disziplin             |
| --- | ----------------- | ----------- | --------------------- |
| 1.  | 10. Januar 2023   | Bad Gastein | Parallelslalom        |
| 2.  | 22. Januar 2023   | Bansko      | Parallelslalom        |
| 3.  | 14. Dezember 2023 | Carezza     | Parallel-Riesenslalom |
| 4.  | 16. Januar 2024   | Bad Gastein | Parallelslalom        |
| 5.  | 1. Dezember 2024  | Mylin       | Parallelslalom        |
| 6.  | 11. Januar 2025   | Scuol       | Parallel-Riesenslalom |
| 7.  | 25. Januar 2025   | Rogla       | Parallel-Riesenslalom |

### Weltcup-Gesamtplatzierungen
| Saison  | Parallel | Parallel | Parallel-Riesenslalom | Parallel-Riesenslalom | Parallelslalom | Parallelslalom |
| Saison  | Punkte   | Platz    | Punkte                | Platz                 | Punkte         | Platz          |
| ------- | -------- | -------- | --------------------- | --------------------- | -------------- | -------------- |
| 2011/12 | 22       | 66.      | –                     | –                     | –              | –              |
| 2012/13 | –        | –        | –                     | –                     | –              | –              |
| 2013/14 | 18       | 71.      | 18                    | 63.                   | –              | –              |
| 2014/15 | 206      | 41.      | 60                    | 43.                   | 146            | 39.            |
| 2015/16 | 1880     | 13.      | 526                   | 14.                   | 1354           | 8.             |
| 2016/17 | 2061     | 15.      | 1735                  | 6.                    | 326            | 20.            |
| 2017/18 | 2110,5   | 19.      | 770,5                 | 31.                   | 1340           | 4.             |
| 2018/19 | 1566     | 23.      | 1108                  | 21.                   | 458            | 26.            |
| 2019/20 | 2484     | 11.      | 974                   | 23.                   | 1510           | 5.             |
| 2020/21 | 85       | 28.      | 40                    | 26.                   | 45             | 23.            |
| 2021/22 | 98       | 27.      | 67                    | 22.                   | 31             | 25.            |
| 2022/23 | 481      | 2.       | 186                   | 9.                    | 295            | 2.             |
| 2023/24 | 548      | 3.       | 304                   | 4.                    | 244            | 3.             |
| 2024/25 | 910      | 1.       | 692                   | 1.                    | 218            | 5.             |